# 相場詩織
相場 詩織（あいば しおり、1991年8月1日 - ）は、日本のフリーアナウンサー。所属事務所はGオフィス。

## 略歴
秋田県秋田市出身。兄がいる。幼少期に5年間、宮城県に居住した。
大仙市立大曲中学校、秋田県立秋田南高等学校、津田塾大学卒業。
高校時代の2009年3月、オーストラリアからの交換留学生が撮影した動画が動画共有サービス「YouTube」（2007年6月19日より日本語版がサービス開始）上にアップロードされ（ニコニコ動画等にも転載された）、「秋田の美人過ぎる女子高生」「秋田の美少女」等と話題となった。
大学時代には「美人時計」のモデルに起用されたことをきっかけとして、多数のネットコンテンツやイベントに出演していた。2013年には株式会社ハクビが運営する「ゆかたクイーンコンテスト」でグランプリに選ばれている。
2014年に静岡朝日テレビ入社（同期は赤間優美子）。2015年3月から始まった、県内民放4局が展開するキャンペーン『しずおかwktk（ワクテカ）プロジェクト』（同年末まで）の一環として、各局女性アナウンサーでつくるグループ「4siz（フォーシズ）」のSATV代表に選ばれていたが、開始から1カ月あまり経った4月には休養のため降板し、先輩の森直美アナウンサーと交代した。同年8月からはアナウンサーとしての通常業務に復帰したが、翌年の2016年2月29日を以てSATVを退職した。
2016年3月以降はフリーアナウンサーとなり、3月23日にはfacebook上で秋田県の企業が展開する「秋田美人」モデルの企画「もっきりに口づけ」（もっきり美人）のvol.023に登場した。
現在は主に、地元の秋田県のAKT秋田テレビ（フジテレビ系列）やABS秋田放送（日本テレビ系列）での番組レギュラー出演、秋田県のラジオ局での出演、および、県内外でのイベントMCとして活動。また、幼少期に居住した宮城県のテレビ番組にも出演しており、特にKHB東日本放送（テレビ朝日系列）「夕方LIVE!キニナル」では、東北地方および東京圏に赴き、各地の観光や温泉のリポーターとして活躍している。

## 趣味
趣味はアイドル鑑賞。静岡出身のももいろクローバーZの百田夏菜子が『とびっきり!しずおか』（静岡朝日テレビ）に出演した際居合わせており、感激のあまり号泣してしまったとブログに記している。

## 出演
以下では、放送局での出演について述べる。太字は出演中　

### 学生時代
- スター★ドラフト会議（日本テレビ・2012年10月9日放送[15]） - 大学生時代に出演

### 静岡朝日テレビ勤務時
- ANNあさひテレビニュース - 県内ニュース
- たまごちゃん - MC（2015年3月4日 - 3月28日）
- 筧利夫のサタ☆ハピ!しずおか - コーナー担当（2015年4月4日 - 4月25日）
- とびっきり!しずおか - リポーター、天気予報
- SunSetTV（SATVのウェブ番組） - MC（2015年1月 - 4月）

### フリーアナウンサーとして

#### テレビ
- ZIP!SUNDAY（秋田放送、2016年4月 - ）[16]
- げつ→きん420 （秋田テレビ、2016年4月 - 2017年3月）[17]
- きんよう420（秋田テレビ、2017年4月 - 2019年3月） - MC
- マイホーム・ナビ2017（仙台放送、2017年7月22日12:53-13:53/再放送7月30日25:55-26:55） - MC[18]
- 夕方LIVE!キニナル（東日本放送、不定期出演） - リポーター（「キニナル生中継」や「東北おとな旅」等のコーナーを担当）
- それいけ! モモちゃん部長!（秋田放送、2017年10月 - ）-リポーター（ぶたのおねえさん）
- えび☆ステ(秋田放送、2020年4月 - 2021年3月） - リポーター
- Catch up marimariプラス（秋田テレビ） - レギュラー
- ぷぁぷぁ金星（秋田朝日放送）
- しゃべくり007 （日本テレビ、2022年5月16日） - 秋田美人代表
- にっぽん百低山 （NHK、2022年11月30日）
- ウィークエンドケア（福島放送製作、他に青森朝日放送、岩手朝日テレビ、秋田朝日放送でも放送中） - MC
- 5きげんテレビ（テレビ岩手、不定期にVTR出演） - リポーター

#### ラジオ
- すこたまFACTORY NEXT（秋田放送、2017年4月 - 2018年6月） - パーソナリティ[19]
- 相場詩織の大好き秋田の海～ときどき桂三河～（秋田放送、2018年6月30日～） - MC [20]
- 男鹿フェスレディオモッシュ、および、男鹿フェス（FM秋田、2018年）
- タマリバ（秋田放送、2018年8月 - 12月、2019年4月 - ）
- mix（エフエム秋田、2019年4月 - ）